# Toyota Series Championships 1981
Toyota Series Championships 1981 — жіночий тенісний турнір, що проходив на закритих кортах з килимовим покриттям Бірн-Мідоулендс-арена в Іст-Ратерфорді (США), був завершальним змаганням сезону Світової чемпіонської серії Вірджинії Слімс 1981. Турнір відбувся вп'яте і тривав з 15 грудня до 20 грудня 1981 року. Третя сіяна Трейсі Остін здобула титул в одиночному розряді й отримала за це 75 тис. доларів США.

## Фінальна частина

### Одиночний розряд
Трейсі Остін —  Мартіна Навратілова 2–6, 6–4, 6–2

### Парний розряд
Мартіна Навратілова /  Пем Шрайвер —  Розмарі Касалс /  Венді Тернбулл 6–3, 6–4

## Розподіл призових грошей
| Дисципліна       | П       | F       | 3-тє    | 4-те    | 5-те   | 6-те   | 7-те   | 8-ме   |
| Одиночний розряд | $75,000 | $40,000 | $19,500 | $19,500 | $8,250 | $8,250 | $8,250 | $8,250 |
| Парний розряд    | $30,000 | $16,000 | $8,500  | $8,500  | NA     | NA     | NA     | NA     |

Призові гроші в парному розряді подано загальні на пару.